# Test antigenico rapido per SARS-CoV-2

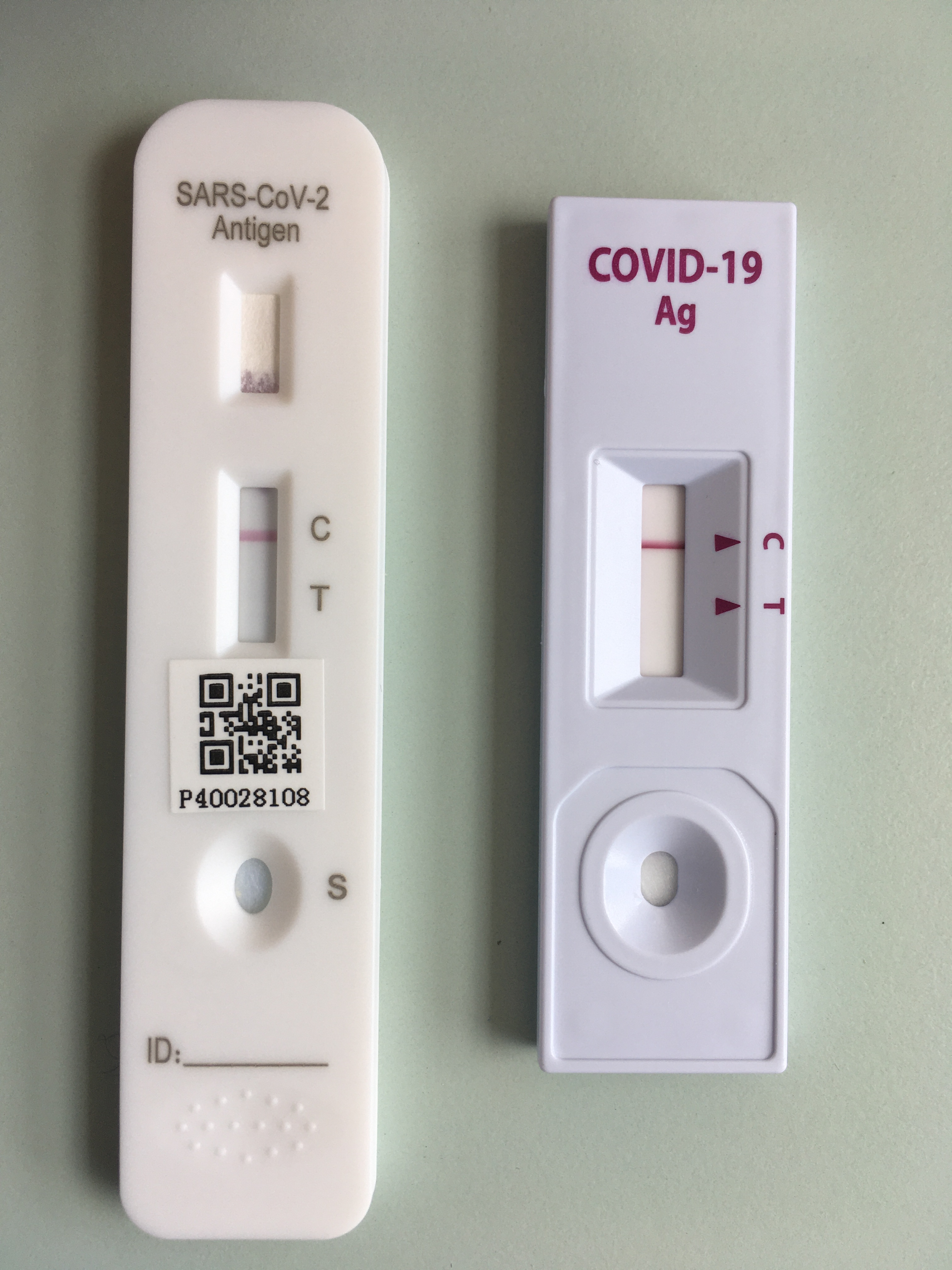
Test rapidi SARS-CoV-2. Test a flusso laterale per la rilevazione dell'antigene virale

Il test antigenico rapido (in sigla RAT) per SARS-CoV-2 è un test a flusso laterale utilizzato per rilevare l'infezione da SARS-COV-2 (COVID-19).
Sono veloci da implementare con una formazione minima, offrono vantaggi significativi in termini di costi, costando una frazione di altre forme di test COVID-19 e danno agli utenti un risultato entro 5-30 minuti. Tuttavia, hanno un alto tasso di falsi negativi. I test rapidi per l'antigene sono utilizzati in diversi paesi come parte di test di massa o approcci di screening su tutta la popolazione. Si ritiene che siano preziosi per identificare gli individui che sono asintomatici e che potrebbero potenzialmente diffondere il virus ad altre persone, che altrimenti non saprebbero di essere infette. Questo differisce da altre forme di test COVID-19, come la PCR, che sono generalmente considerati un test utile per gli individui sintomatici, in quanto hanno una maggiore sensibilità e possono identificare più accuratamente i casi.

## Descrizione

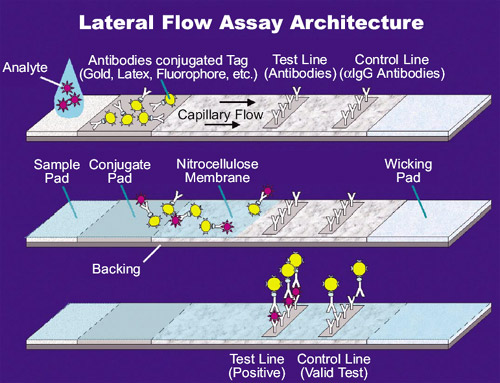
Schema semplificato del funzionamento di un test antigenico a flusso laterale

In poco tempo dall'inizio della pandemia sono stati sviluppati e messi in commercio decine di RAT per la diagnosi del COVID-19. La tecnologia utilizzata, flusso laterale con sandwich a doppio anticorpo, già utilizzata in RAT sviluppati precedentemente per altre patologie, è stata adattata a rilevare le proteine/antigeni del SARS-CoV-2.  Di queste la proteina N (nucleocapside) e S (spike) sono le più specifiche e possono essere antigeni bersaglio del test. La maggioranza dei test in commercio rilevano la proteina N presente in maggior quantità nel virione, a fronte della proteina S di cui ce ne sono "solo" 25 per virione. Inoltre la proteina N è stata meno soggetta a mutazioni amminoacidiche nelle varianti del SARS-CoV-2 rispetto alla proteina S, pertanto i RAT hanno una buona sensibilità anche verso le diverse varianti del SḀRS-CoV-2. È possibile una reattività crociata dei RAT per il COVID-19 con il virus SARS-CoV.  La tecnica del sandwich a doppio anticorpo consiste nel formare un complesso dove l'antigene viene "intrappolato" tra un anticorpo rivelatore (marcato da un sensore cromatografico) e un anticorpo di cattura. I diversi RAT in commercio possono differire soprattutto nella scelta del sensore cromatografico oltre che nella tecnica utilizzata per validare il test.
Il test antigenico ha il limite di essere un test qualitativo (c'è/non c'è) ma il vantaggio di rilevare solo l'infezione attiva, contrariamente ai test anticorpali che rilevano anche le infezioni precedenti. Un vantaggio intrinseco di un test dell'antigene rispetto a un test degli anticorpi (come i test rapidi degli anticorpi dell'HIV) è che il sistema immunitario può impiegare del tempo per sviluppare anticorpi dopo l'inizio dell'infezione, mentre l'antigene estraneo è presente immediatamente. Sebbene qualsiasi test diagnostico possa avere falsi negativi, questo periodo di latenza può aprire una strada particolarmente ampia per i falsi negativi nei test anticorpali, sebbene le particolarità dipendano dalla malattia e dal test.
Alcuni test antigenici rapidi, attraverso una apparecchiatura per immunofluorescenza, rilevando l'intensità della fluorescenza o della chemilumunescenza, possono fornire una misura quasi quantitativa della carica virale. Il risultato non è propriamente una misura quantitativa, ma una misura qualitativa più accurata e sensibile, quasi a livello di quella ottenibile con i cosiddetti test molecolari.
Il RAT per il COVID-19 è tipicamente un kit corredato daː
- un tampone rino-orofaringeo per il prelievo del muco o della saliva,
- una striscia di nitrocellulosa su cui sono depositati i reagenti (dipstick) all'interno di un contenitore di plastica, chiamato cartuccia o cassetta, con ad una estremità una apertura a pozzetto dove inserire l'analita e ad una certa distanza una finestra dove, in sottili linee trasversali sono depositati i reagenti rivelatori, in genere gli anticorpi specifici nella linea di test e anticorpi non specifici nella linea di controllo.
- una provetta contenente una soluzione che ha lo scopo di esporre gli antigeni, proteine del virus, agli anticorpi rivelatori (soluzione di estrazione) o una soluzione tampone in cui diluire il muco contenente i virioni. La soluzione di estrazione è tipicamente composta da tensioattivi non ionici, ad esempio polietossilati, potenti biocidi, ad esempio isotiazolinoni che non interagiscono con gli anticorpi.  La soluzione d'estrazione ha inoltre la funzione di inattivare il virus. La soluzione tampone contiene tipicamente oltre al tampone fosfato salino piccole concentrazioni di sodio azide e non compromette la superficie del virione.

La prima fase della procedura del test prevede il prelievo del muco dalle mucose nasali o orofaringee, sono disponibili anche RAT che prevedono il prelievo della saliva ma danno risultati meno precisi.

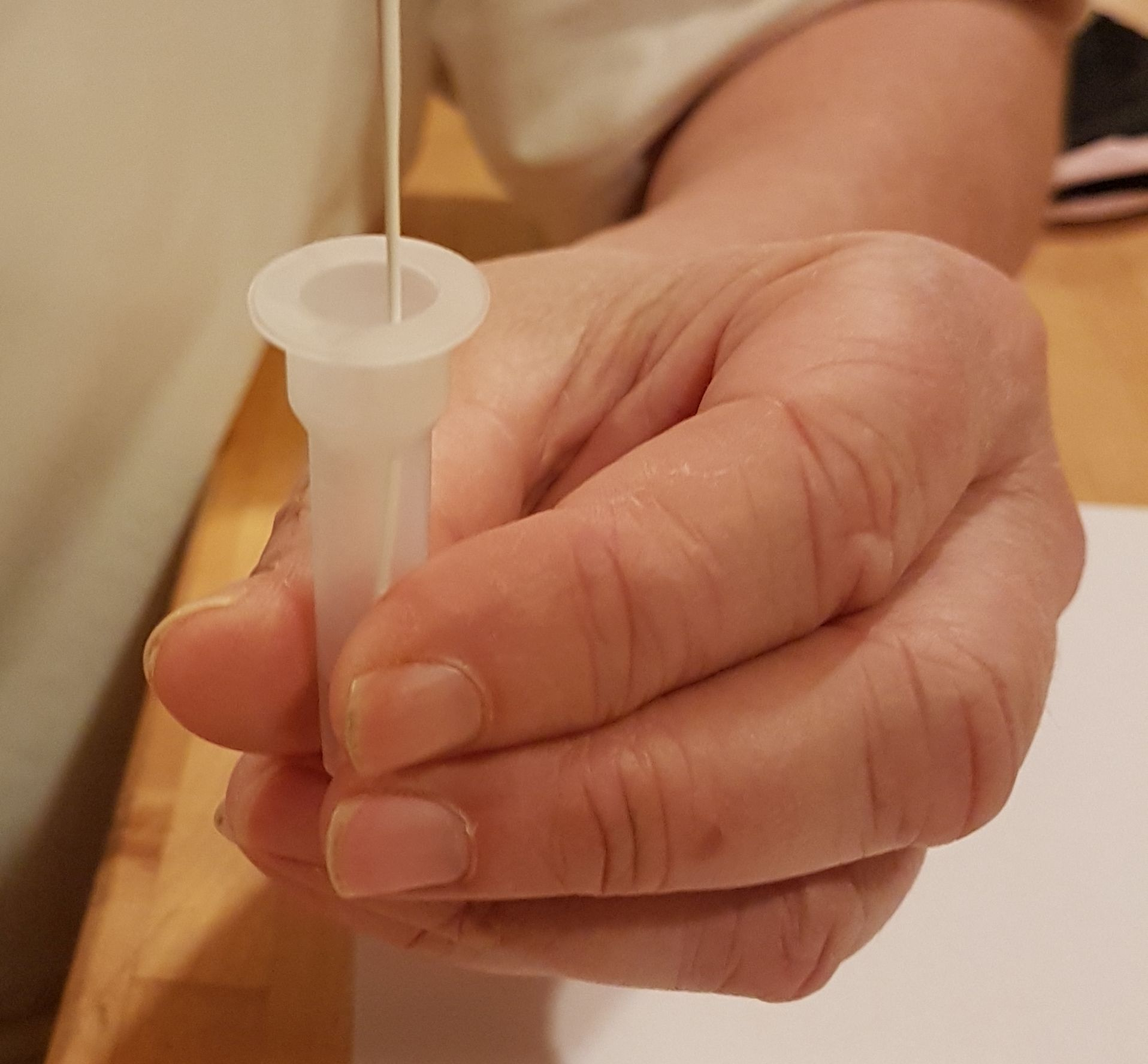
Fase della miscelazione del prelievo nella soluzione

La seconda fase richiede la miscelazione del muco nella soluzione di estrazione, dove il tensioattivo e il biocida disattivano il virus e compromettono i leganti lipidici del capside liberando le proteine di superficie o nella soluzione tampone dove si disperdono i virioni.
Nella terza fase l'analita, cioè il prelievo diluito nelle soluzioni, viene inserito nel pozzetto impregnando e idratando l'area sottostante della striscia di nitrocellulosa; diffondendosi dove sono depositati gli anticorpi marcati, cioè coniugati con un cromoforo o un composto cromogenico. Gli anticorpi marcati nell'area sotto il pozzetto sono specifici per l'antigene bersaglio. In molti RAT sono presenti anche anticorpi non specifici o streptavidina marcati a volte con un cromoforo diverso da quello che marca gli anticorpi specifici. Se l'antigene SARS-CoV-2 è presente, si legherà al coniugato anticorpo specifico/composto cromogenico formando un immunocomplesso che per flusso capillare si espande lateralmente lungo la striscia fino a raggiungere una sottile linea trasversale di reazione, la linea di test. Questa è formata depositando e impregnando la striscia con l'anticorpo monoclonale, anch'esso specifico per l'antigene bersaglio, e in certi casi un reagente cromogenico. Se è presente l'antigene si forma il complesso sandwich a doppio anticorpo con l'antigene legato da una parte all'anticorpo marcato, dall'altra all'anticorpo della linea di test. Il composto cromoforo o cromogenico, che cambia il colore alle linee di test e di controllo, varia da modello a modello di RAT anti Covid-19.  Spesso si tratta di una dispersione di nanoparticelle metalliche, tipicamente oro colloidale, che per effetto Tyndall aggregandosi sulla linea di reazione modificano il colore percepito del reagente. Ma sono in commercio anche RAT per il COVID-19 che utilizzano nanoparticelle di europio, particelle di lattice o polistirene caricate con pigmenti o cromogeni. In certi casi gli anticorpi marcati sono legati alla biotina, in modo da produrre un colore visibile nella linea di test o di controllo a contatto con la streptavidina. Il sensore cromatografico utilizzato nei diversi test può operare nella gamma del visibile (colore percepito) o per fluorescenza. In quest'ultimo caso la lettura del risultato del test richiede specifiche apparecchiature.
Nella quarta fase, proseguendo la diffusione laterale lungo la striscia di nitrocellulosa, gli anticorpi marcati raggiungono, a circa un 1 cm di distanza dalla linea di test, una ulteriore linea trasversale di reazioneː la linea di controllo. Questa è formata impregnando/depositando anticorpi policlonali, come l'IgG anti-topo da capra o IgG anti-pollo da capra o anti-coniglio, in grado di complessare gli anticorpi marcati dal cromoforo o cromogeno anche in assenza dell'antigene. Alcuni RAT rivelano nelle linea di controllo un colore diverso da quello della linea di test. Per la reazione cromatografica sulla linea di controllo alcuni RAT in commercio sfruttano l'affinità biotina-streptavidina.
Se si colorano entrambe le linee di reazione l'esito del test è positivo.
Se si colora solo la linea di controllo l'esito del test negativo.
Se la linea di controllo non si colora, il test non è valido.

## Storia dello sviluppo della tecnologia dei test rapidi COVID-19
I test rapidi per la COVID-19 sono emersi dai grandi investimenti del controverso programma Moonshot del Regno Unito, un programma da 100 miliardi di sterline per valutare sistematicamente, sviluppare e implementare nuove tecnologie per i test COVID-19. I test rapidi inizialmente si trovavano all'interno di questa pipeline di valutazione sistematica insieme a molte altre tecnologie di test COVID-19 putative come Lamp, Lampore, PCR point of care, spettrometria di massa e pooling di campioni. Tuttavia, con il proseguire delle valutazioni, i test rapidi sono emersi come la forma di test COVID-19 di maggior successo all'interno di questo programma per integrare i test PCR esistenti.

### Guida internazionale per l'uso e lo sviluppo della tecnologia dei test rapidi COVID-19
Il razionale scientifico iniziale per la potenziale utilità dei test rapidi e la direzione globale per lo sviluppo della tecnologia dei test rapidi sono stati rafforzati da una guida provvisoria dell'OMS che ha segnalato i potenziali benefici. Il rapporto notava che i test rapidi erano molto più facili da implementare e avevano vantaggi in termini di costi. L'OMS ne raccomandava l'uso nei focolai, per l'identificazione precoce dei casi e per monitorare le tendenze della malattia. Più tardi, e in seguito a un corpo di studi in rapido aumento, questa raccomandazione fu ampliata dalla Commissione europea. La Commissione europea ha raccomandato l'uso della tecnologia dei test rapidi per lo screening a livello di popolazione quando la percentuale di positività al test è alta o molto alta. Nel gennaio 2021, la Commissione europea ha accettato di rafforzare la sua posizione, sostenendo un uso molto più ampio dei test rapidi, notando che "se la ricerca dimostrasse che i test rapidi per l'antigene possono essere condotti dal tester stesso.... l'auto-test con o senza guida professionale potrebbe anche essere considerato."

### Test molecolare e falsi negativi
L'esame più praticato per la diagnosi di infezione da coronavirus è il tampone naso-faringeo (basato sulla tecnica RT-PCR: Reverse-transcriptase polymerase chain reaction). Ovviamente la RT-PCR può essere praticata anche su altro materiale biologico, per esempio saliva, feci, liquido di lavaggio bronvoalveolare, sangue.
Per limitarci al tampone naso-faringeo va considerato che la sua performance può essere gravata da una percentuale di falsi negativi. In effetti si stanno moltiplicando le segnalazioni di pazienti che pur avendo sintomi caratteristici di COVID-19 (polmonite interstiziale dimostrata alla TC, dispnea, insufficienza respiratoria, etc.) presentano un tampone negativo anche in due occasioni.In qualche caso, in cui il paziente è stato sottoposto a intubazione, il virus si è evidenziato nel liquido di lavaggio broncoalveolare (BAL).Non si tratta di una novità. In precedenti occasioni questa testata ha recensito studi che sottolineavano come il tampone naso-faringeo possa avere una sensibilità non ottimale. Questo può dipendere da vari fattori, non ultimi la non corretta tecnica di esecuzione del test e il timing cioè il momento in cui l'esame viene effettuato. Uno studio ha valutato la sua sensibilità in relazione al momento in cui un paziente viene infettato [1].Secondo questo studio la probabilità di un falso negativo è praticamente del 100% se il tampone viene effettuato il giorno stesso in cui il paziente si infetta, mentre è del 67% dopo 3 giorni. Se il tampone viene effettuato il 4 giorno dall'infezione, la percentuale di falsi negativi scende al 20%, dopo 5 giorni scende ancora al 3%.

### Studi iniziali
Uno degli studi definitivi per i test rapidi è stato completato da Public Health England, Università di Oxford e Università di Manchester e lanciato dal professor Richard Body e dal dottor Lennard Lee. Lo studio Falcon-C19 che è stato lanciato in tre giorni il 17 settembre. Il primo paziente è stato reclutato nel parcheggio dello stadio Etihad di Manchester City in un nuovo centro di ricerca per i test COVID-19. Lo studio si è rapidamente esteso per includere 14 siti di ricerca della comunità in tutto il Regno Unito. Lo studio si è chiuso il 23 ottobre, avendo completato 878 individui. Lo studio è stato uno degli studi di ricerca COVID-19 del Regno Unito con il reclutamento più rapido del paese. Lo studio ha fornito la prova definitiva che i dispositivi per i test rapidi sono in grado di rilevare risultati positivi con elevata accuratezza. Un totale di 4 test rapidi, tra cui Innova e Orientgene, sono stati convalidati in questo studio utilizzando campioni di tampone da individui con malattia sintomatica e asintomatica.
Intorno al rilascio dell'analisi intermedia di questo studio britannico, gli Stati Uniti hanno confermato che 100 milioni di test rapidi sarebbero stati acquistati da Abbott e spediti in tutto il paese per iniziare studi simili negli Stati Uniti per integrare gli studi avviati dall'Università di Oxford.

### Studi di valutazione nel mondo
Il 2 novembre, la Slovacchia è diventata il primo paese al mondo ad avviare test di massa in tutto il paese utilizzando test rapidi. Cinque milioni di test rapidi sono stati eseguiti da 60.000 persone che hanno utilizzato il test dell'antigene SD Biosensor e hanno eseguito tamponi sulla popolazione. Questo ha poi portato la Commissione europea a raccomandare l'uso dei test rapidi come parte dello screening su tutta la popolazione. Due studi di ricerca pubblicati all'inizio del 2021, uno del professor Martin Kahanec della Central European University e i suoi coautori e un altro di Martin Pavelka della London School of Hygiene & Tropical Medicine e il suo team suggeriscono che gli effetti dell'ondata autunnale di test rapidi dell'antigene in massa in Slovacchia hanno contribuito a sopprimere la pandemia nel paese, anche se secondo il primo studio l'effetto dei test di massa sulla pandemia era temporaneo e ha iniziato a dissiparsi dopo circa due settimane.
Il Regno Unito ha continuato il suo programma di sviluppo di test rapidi utilizzando il test rapido Innova, con sempre maggiore urgenza man mano che i casi di COVID-19 aumentavano in tutta Europa. Il 6 novembre, il primo ministro Boris Johnson ha iniziato lo screening in tutta la città di Liverpool come parte della valutazione accelerata della tecnologia. Un'ulteriore espansione dei test rapidi pilota è stata lanciata anche per molti settori in cui i test non erano stati precedentemente disponibili. Questi includevano gli studenti delle università che erano state particolarmente colpite dalle epidemie. Questo è iniziato inizialmente all'Università di Durham che aveva l'infrastruttura e l'esperienza per gestire il programma di test rapidi, ma è stato esteso alla maggior parte delle università del Regno Unito e ha permesso il piano nazionale di evacuazione per portare gli studenti a casa in sicurezza per Natale. I test rapidi sono stati implementati anche all'interno del Servizio Sanitario Nazionale per il personale per ridurre la possibile trasmissione ai pazienti, le autorità locali e le case di cura per consentire le visite ai residenti. Il 18 novembre, il Galles ha completato il primo test in un intero distretto a Merthyr Tydfil. In questo periodo, i test sono stati implementati anche nelle scuole degli Stati Uniti per gli studenti con sintomi e nelle case di cura e nelle scuole portoghesi.
Gli sforzi globali per intensificare le valutazioni dei test rapidi sono stati avviati dal Dipartimento Emergenze dell'Organizzazione Mondiale della Sanità (OMS) che ha lanciato un importante progetto di implementazione dei test diagnostici rapidi il 10 novembre, aiutato da un accordo della Fondazione Bill e Melinda Gates che ha limitato i costi per i paesi a basso e medio reddito.
L'Austria ha iniziato i test di massa in tutto il paese il 5 dicembre e ha ordinato sette milioni di test consistenti nel test SD Biosensor e Siemens Clinitest (alias Orientgene).
A metà dicembre, c'erano molti studi che confermavano l'efficacia e il successo dell'uso dei test rapidi per identificare gli individui con COVID-19, compresi studi nei Paesi Bassi, nel Regno Unito e negli Stati Uniti. Tutti questi studi hanno permesso ai test rapidi di entrare nelle strategie nazionali standard di test COVID-19. Il pilotaggio globale dei test rapidi era ormai comune nelle scuole in Canada, negli hub di viaggio in Indonesia e in tutta l'India.

## Preoccupazioni sull'uso
Molte persone hanno sollevato preoccupazioni sul fatto che l'accuratezza dei test rapidi non fosse buona come l'attuale forma di PCR del test COVID-19. I dati rilasciati dallo screening in tutta la città di Liverpool nel Regno Unito hanno illustrato che gli operatori militari del test hanno ottenuto le prestazioni di test di scienziati di laboratorio addestrati, seguendo altri piloti in India. Questo ha causato problemi minori all'interno della comunità scientifico-psicologica, dove c'è stato un dibattito sul fatto che i test rapidi potrebbero portare a false rassicurazioni e a un cambiamento di comportamento. Tuttavia, un cambiamento di pensiero sull'uso dei test rapidi è stato confermato a seguito di una pubblicazione dagli Stati Uniti. Il professor Michael Mina ha teorizzato che i test rapidi sarebbe ancora utile come ha identificato gli individui infettivi, e potenziali benefici osservati da ripetere il test rapido e ottenere un risultato molto più veloce di altre forme di test. Il medico clinico capo del Regno Unito, il dottor Susan Hopkins, ha anche notato che i test rapidi hanno fornito un mezzo per trovare "persone che... non potremmo altrimenti trovare".
Notando la capacità di identificare i casi più rapidamente, e considerando la conseguente escalation di casi in Europa, la commissione europea si è riunita l'11 dicembre e ha sviluppato un quadro comune europeo per "l'uso, la convalida e il mutuo riconoscimento dei test rapidi", impegnando 100 milioni di euro per l'acquisto di test da Roche e Abbott. Stella Kyriakides, commissario per la salute e la sicurezza alimentare ha detto: "I test rapidi per l'antigene ci offrono velocità, affidabilità e risposte rapide per isolare i casi di COVID. Questo è fondamentale per rallentare la diffusione della pandemia".
Altre persone hanno sollevato preoccupazioni sulla lentezza dell'adozione e dello spiegamento dei test rapidi e sulle potenziali perdite di vite umane che potrebbero essersi verificate di conseguenza. Un gruppo accademico del Canada ha notato che la metà delle morti nelle case di cura nella prima parte della pandemia avrebbe potuto essere evitata con i test rapidi.

## Approvazione normativa globale per l'uso dei test COVID-19
Dopo il successo di numerosi studi in tutto il mondo per analizzare i test rapidi a partire dall'agosto 2020, i test rapidi sono stati approvati dagli enti normativi di tutto il mondo come parte di una strategia per utilizzare i test come "un nuovo approccio per combattere la pandemia". Il 16 dicembre, la FDA è diventata la prima autorità ad approvare il test rapido Abbott. Successive approvazioni sono state date per il test domiciliare Ellume COVID-19.
I test rapidi sono stati approvati anche da Health Canada con il loro consulente, il professor David Juncter, che ha notato che "i migliori test rapidi sono molto accurati nel rilevare gli individui contagiosi" e lo specialista in malattie infettive Jean Longtin che ha notato che "ci permetterà di muoverci più velocemente del virus e trovare i contatti della persona in un'ora o due, invece di aspettare 24 ore".
L'MHRA del Regno Unito ha confermato l'approvazione del test rapido Innova per i test di auto-utilizzo il 23 dicembre. A seguito del chiaro successo globale di questo sviluppo globale dei test rapidi, Sir John Bell, professore Regius di medicina presso l'Università di Oxford ha detto: "I test rapidi erano un pezzo centrale della buona difesa contro il coronavirus perché erano veloci, economici e disponibili per un uso ripetuto".

## I test rapidi come un ritorno alla normalità
La Spagna divenne il primo paese a utilizzare i test rapidi per facilitare il ritorno alla normalità, con i test rapidi ampiamente disponibili nelle farmacie, e un concerto musicale gratuito tenuto a Barcellona per gli individui che hanno fatto un test rapido. Un approccio simile è stato adottato in Albania per consentire i festival musicali. Tuttavia, molti esperti non erano sicuri di questo approccio, ritenendo che "i test rapidi non sono la soluzione per riavviare la vita normale", ma potrebbero essere utilizzati in combinazione con altre misure vitali di controllo della prevenzione delle infezioni, come indossare DPI appropriati, lavarsi le mani regolarmente e prendere le distanze sociali per consentire alle persone di avere quel tempo vitale con coloro che amano, contribuendo a mantenerli più sicuri.

## Nuovi ceppi COVID-19
Il 22 dicembre 2020, un nuovo ceppo più infettivo di SARS-CoV-2 è stato identificato nel Regno Unito, VOC-202012/01. Il ceppo si diffuse rapidamente in tutto il mondo. Con l'uso diffuso a livello globale di questa forma di test COVID-19, c'era la preoccupazione che questa variante avrebbe reso obsoleti i test rapidi. Come parte della valutazione tecnologica accelerata del flusso laterale del Regno Unito, entro 24 ore, i laboratori della Public Health England sono stati in grado di confermare che i test rapidi in sviluppo globale non erano interessati e potevano identificare la nuova variante. Questo perché i test rapidi generalmente mirano alla proteina nucleocapside e non alla proteina spike. Tuttavia, recentemente sono stati identificati alcuni ceppi che influenzano la sensibilità di alcuni test rapidi fino a 1000 volte. Fortunatamente, la frequenza di queste mutazioni del nucleocapside (in particolare D399N) è ancora relativamente bassa a livello globale: ~0,02%.

## Usi umanitari dei test rapidi
Oltre all'uso di routine nella comunità, i test rapidi sono stati utilizzati anche come parte degli sforzi umanitari durante la pandemia. In seguito all'inondazione di Giacarta in Indonesia il 2 dicembre, i test rapidi sono stati resi disponibili nei rifugi antincendio. Inoltre, a seguito della chiusura dei confini nazionali in Europa dopo l'emergenza del nuovo ceppo del Regno Unito poco prima di Natale, quasi 6.000 camionisti sono rimasti bloccati senza cibo, fermando di fatto le consegne di cibo per Natale. I test rapidi sono stati effettuati dai vigili del fuoco francesi entro 24 ore sulla Manica. I test rapidi hanno permesso ai camion di rimettersi in strada e completare le loro consegne e tornare dalle loro famiglie per Natale, dimostrando la potenziale utilità globale di avere un test COVID-19 facilmente implementabile. Médecins Sans Frontières ha fortemente appoggiato l'uso dei test rapidi nei paesi a basso e medio reddito, notando che "i test dell'antigene COVID-19 possono fornire risultati rapidi ed efficaci, garantendo l'identificazione tempestiva delle persone infettate dal virus a livello di comunità".

## America e test rapidi
Avendo inizialmente investito considerevolmente nello sviluppo della tecnologia dei test rapidi insieme al Regno Unito, l'ulteriore valutazione dei test rapidi come parte di approcci di test di massa negli Stati Uniti si è arenata a causa dell'impasse intorno ai 900 miliardi di dollari di sgravi COVID-19 contenuti nel 2020 Consolidated Appropriations Act, 2021. Il disegno di legge è stato criticato per non aver specificamente bloccato gli investimenti nei test rapidi come una forma economica ed efficace di test su tutta la popolazione. Gli scienziati negli Stati Uniti, come il professor Michael Mina dell'Università di Harvard, hanno notato che i test sono un "complemento molto potente a tutto ciò che la gente sta già facendo" e che "i test a domicilio per il COVID-19 potrebbero ridurre il tasso di infezione". Questo punto di vista è stato rafforzato dal professor William A. Haseltine, sempre di Harvard, in un articolo sulla rivista Forbes che proponeva "test rapidi e autosomministrati potrebbero arginare la marea sempre crescente di malattie e morte" e un articolo della professoressa Annie Sparrow del Mount Sinai, New York, che proponeva "Test di massa economici sono vitali per una vittoria pandemica" in vista "dell'emergenza del ceppo B117, altamente contagioso e di rapida diffusione nel Regno Unito, e un ceppo simile dal Sud Africa". Ciononostante, i test rapidi a domicilio per il COVID-19 sono stati pubblicamente disponibili per gli individui nel gennaio 2021 in seguito alla precedente approvazione della FDA. Questi test sono stati rimborsati dall'assicurazione sanitaria degli Stati Uniti per le persone con sintomi di covid-19, o coloro che hanno avuto un contatto stretto con una persona infetta o con qualcuno che mostra i sintomi. Un articolo del Washington Post ha proposto che il massimo beneficio dei test rapidi negli Stati Uniti potrebbe non essere realizzato fino a quando "il governo federale ha coperto i test per le persone asintomatiche, perché la trasmissione da parte di queste persone è una parte enorme dell'epidemia", dato che i test per questi individui non erano coperti dall'assicurazione sanitaria. Dopo l'elezione di un nuovo presidente nel gennaio 2021, gli Stati Uniti hanno iniziato a ricominciare a investire nello sviluppo della tecnologia dei test rapidi con la pubblicazione di ordini esecutivi presidenziali.

## Valore del mercato globale
In seguito alla diffusione dei test rapidi in tutto il mondo, i test rapidi hanno un valore di mercato di 15 miliardi di dollari, tuttavia, il mercato dovrebbe cessare dal 2024 a causa della vaccinazione della popolazione globale entro la fine del 2023. Negli Stati Uniti, il mercato dei test rapidi è stato di 3,9 miliardi di dollari con un tasso di crescita >20% negli ospedali, nelle cliniche, nell'Asia Pacifica ma anche come test per gli utenti finali. Gli analisti del mercato internazionale hanno previsto che i produttori di test rapidi si troveranno di fronte a una domanda in continuo aumento, poiché sempre più individui e paesi iniziano a utilizzare i test rapidi per identificare gli individui con sintomi più lievi. Un certo numero di commentatori e scienziati degli Stati Uniti avevano sollevato preoccupazioni se la rete di produzione globale fosse in grado di soddisfare la domanda globale e produrre le centinaia di milioni di test che sarebbero necessari per i frequenti test rapidi.